# Новоселівка (Козельщинська селищна громада)
Новосе́лівка —  село в Україні, у Козельщинській селищній громаді Кременчуцького району Полтавської області. Населення становить 99 осіб. До 2020 орган місцевого самоврядування — Бреусівська сільська рада.

## Географія
Село Новоселівка знаходиться на відстані 0,5 км від села Чечужине та за 1,5 км від села Бреусівка. Відстань до райцентру становить понад 21 км і проходить автошляхом E583, із яким збігається М22.

## Історія
12 червня 2020 року, відповідно до розпорядження Кабінету Міністрів України № 721-р «Про визначення адміністративних центрів та затвердження територій територіальних громад Полтавської області», село увійшло до складу Козельщинської селищної громади.
19 липня 2020 року, в результаті адміністративно - територіальної реформи та ліквідації Козельщинського району, село увійшло до складу новоутвореного Кременчуцького району.